# Ian Stanley
Pour les articles homonymes, voir Stanley.
Ian Christopher Stanley est un compositeur, claviériste et producteur britannique né le 28 février 1957 à Bath dans le Somerset.
Il fut un membre actif du groupe Tears for Fears de 1982 à 1987 avant de se lancer définitivement dans la production. Pièce maîtresse du groupe (bien plus que Curt Smith) notamment durant la période 1983/1985, il compose avec Roland Orzabal la majorité des titres (et tubes) de leur second album à succès Songs from the big chair.

## Carrière
Après leur avoir offert l'utilisation gratuite de ses installations d'enregistrement, Stanley est devenu membre de Tears for Fears, contribuant à la programmation des claviers et des ordinateurs sur leur premiers album. Il a également co-écrit (avec Roland Orzabal) plusieurs de leurs chansons de la période 1983-1985, et faisait partie de l'équipe de production à cette époque alors que le groupe travaillait avec le producteur Chris Hughes dans leur studio, The Wool Hall, à Bath.
Il est apparu dans plusieurs clips de Tears for Fears, dont Change (dans lequel il joue l'un des deux musiciens masqués), Mothers Talk (version 1 & 3), Shout, Everybody Wants to Rule the World, Head over Heels et I Believe, et a joué avec le groupe dans de nombreuses représentations télévisées. Il est également apparu dans la vidéo live de 1983 Tears for Fears In My Mind's Eye et dans le film documentaire Tears for Fears de 1985 Scenes from the Big Chair, ainsi que dans deux tournées mondiales avec le groupe.

### Post-Tears for Fears et production
Après le succès de Songs from the Big Chair sur lequel il a joué les claviers et la programmation du Linn Drum, Ian a collaboré avec Roland Orzabal sur le projet parallèle Mancrab en 1986, en sortant un single, Fish for Life, qui a été réalisé pour la bande originale du film The Karate Kid Part II. Stanley a également commencé à travailler sur le troisième album de Tears for Fears, The Seeds of Love aux claviers et à l'orgue Hammond sur deux chansons, mais a quitté le projet en raison de différences créatives. Ses contributions les plus importantes à cet album, cependant, peuvent être entendues sur le single à succès Sowing the Seeds of Love et les faces B Always in the Past et My Life in the Suicide Ranks.
Depuis les années 1980, Stanley a produit des artistes tels que Lloyd Cole and the Commotions, A-ha, The Pretenders, Howard Jones, Ultra, Republica, Naimee Coleman, Stephanie Kirkham, Natalie Imbruglia, Propaganda, The Human League et Tori Amos. Il a également contribué au réenregistrement de Temple of Love par The Sisters of Mercy et à la production supplémentaire de Under The Gun. Stanley a également fait A&R pour Warners East West Records mais il a quitté en 1998. Il a aussi collaboré à des musiques de films notamment Profession : Génie en 1985, Watchmen : Les Gardiens en 2009 et Ready Player One en 2018. 
Le travail le plus récent de Stanley a été la production de l'album Superbi (2006) de The Beautiful South, en partie dans son studio d'Enniskerry, dans le comté de Wicklow.

## Discographie

### Tears For Fears
- 1983 : The Hurting : Ian Stanley, programmation des claviers, programmation ordinateurs
- 1985 : Songs from the Big Chair : Ian, claviers, programmation du Linn Drum, arrangements sur (8)
- 1989 : The Seeds of Love : Ian, claviers, orgue Hammond (3, 10)

## Bandes sonores
- Voir la page imdb : https://www.imdb.com/name/nm0822497/